# العمل الكذب
العمل الكذب والعمل الوهمي حين يتلقى الشخص المكافأة مقابل نشاط لا يؤديه، على سبيل المثال من خلال المشاركة في أنشطة حزبية أو تظاهرات بدلا العمل الذي من المفترض أن يدفع له مقابله. وهو من الجنايات.